# Río Guatiquía
Río Guatiquía är ett vattendrag i Colombia.   Det ligger i departementet Meta, i den centrala delen av landet, 120 km öster om huvudstaden Bogotá.